# Bazoches-lès-Bray
Bazoches-lès-Bray è un comune francese di 826 abitanti situato nel dipartimento di Senna e Marna nella regione dell'Île-de-France.

## Società

### Evoluzione demografica
Abitanti censiti